# Leucanthemum maximum
Leucanthemum maximum, deutsch als Garten-Margerite oder Pyrenäen-Margerite bezeichnet, ist eine Art aus der Familie der Korbblütler.
Es wird unterschieden eine Leucanthemum maximum im engeren Sinne, die wild in den Pyrenäen und im Kantabrischen Gebirge, in Spanien und Frankreich, vorkommt und eine Sammelart Leucanthemum maximum im weiteren Sinne, zu der auch Pflanzen aus den südfranzösischen Gebirgen, dem Alpenraum, östlich bis nach Ungarn und in die Tatra, gehören. Auch verschiedene Gartensippen, meist hybridogenen Ursprungs, werden oft unter diesem Namen gefasst.

## Beschreibung
Leucanthemum maximum im engeren Sinne ist als Wildpflanze eine ausdauernde krautige Staude mit kriechendem und verholzendem Wurzelstock. Die Stängel stehen einzeln, sie sind aufrecht und meist unverzweigt, jeweils mit einem Blütenkopf, seltener in der oberen Hälfte verzweigt und dann zwei- bis vierköpfig. Sie erreicht eine Wuchshöhe von (25–) 35 bis 70 (–90) Zentimeter. Der Stängel ist längsgerieft und kahl, er ist mit Ausnahme des Abschnitts unmittelbar unter den Blütenköpfen relativ gleichmäßig beblättert. Die Pflanze bildet eine grundständige Blattrosette aus, die aber zur Blütezeit bereits vertrocknet ist. Die etwas verdickten grünen Blätter sind oberwärts sitzend, die Grundblätter und untersten Stängelblätter sind kurz gestielt. Ihre Spreite ist eilanzettlich bis verkehrt-eilanzettlich, der Blattrand ist gesägt bis gekerbt-gesägt oder grob gezähnt, zum Grund oder zum geflügelten Blattstiel hin deutlich keilförmig verschmälert, auch basal meist kurz gezähnt. Die im Verhältnis zu anderen Margeriten-Sippen auffallend großen Blütenköpfe erreichen (3,5–) 4,5 bis 7 (–8) Zentimeter Durchmesser. Der Blütenkopf ist umgeben von vier bis fünf Reihen dachiger grüner, häutig, oft hellbraun, berandeter Hüllblätter. Wie typisch für Margeriten-Arten, umgibt ein Kranz von 20 bis 30 weiß gefärbten Zungenblüten ein Zentrum vieler dicht gepackter gelber röhrenförmiger Scheibenblüten, diese sind etwa 3,5 bis 4,5 Millimeter lang. Blütezeit im Mitteleuropa ist von Mai bis Oktober.
In Mitteleuropa treten der Art zugeordnete Pflanzen nur als Kulturform und verwildert auf. Pflanzen aus dem Alpenraum und dem angrenzenden Süddeutschland, als Berg-Margerite bezeichnet, werden der Kleinart Leucanthemum adustum (Koch) Gremli, aus dem Leucanthemum maximum-Artenkomplex zugeordnet. Die Kleinarten aus dem Leucanthemum maximum-Artenkomplex sind morphologisch vielgestaltig, die Abgrenzung der Arten schwierig und zwischen verschiedenen Autoren strittig. Der Artenkomplex ist von den anderen im Mitteleuropa vorkommenden Sippen Leucanthemum vulgare und Leucanthemum ircutianum vor allem an der Gestalt der mittleren Stängelblätter unterscheidbar. Diese sind nicht im vorderen Drittel, sondern in der unteren Hälfte oder nahe der Mitte am breitesten. Die basalen Blattzähne sind nicht zum Blattgrund hin dichter stehend und länger (keine „Öhrchen“), sondern gleichmäßig verteilt.
Leucanthemum maximum ist eine polyploide Sippe mit einer Chromosomenzahl von 2n = 12x = 108. Dies trifft auch für die verwilderten mitteleuropäischen Gartenpflanzen zu. Die Wildsippen Süddeutschlands aus dem Artenaggregat (Berg-Margerite) erreichen 2n = 6x = 54.

## Verbreitung
Leucanthemum maximum wächst wild im Norden der Pyrenäen und auf dem Nordabhang des Kantabrischen Gebirges, vom französischen Département Ariège im Westen bis zu den Picos de Europa in Spanien im Osten. Standort sind Wiesen und Geröllhalden sowie der Unterwuchs lichter Wälder. Im Osten des Areals kommt sie bevorzugt in der montanen Höhenstufe, nach Westen zunehmend in der subalpinen bis Alpinen Stufe auf, hauptsächlich zwischen etwa 450 und 1000 Meter Meereshöhe.
Die Art ist in vielen Teilen der Welt mit gemäßigtem Klima als Neophyt verwildert anzutreffen. In Kanada hat die Art in jüngerer Zeit ihr Areal vor allem im Westen stark ausgeweitet und kommt vor allem im Süden verbreitet vor, nördlich vereinzelt aber bis ins Yukon-Territorium. Die Art wird regional als Bedrohung der Biodiversität betrachtet, gilt außerdem in einigen Regionen als Unkraut im Weideland und wurde in einigen Provinzen als unerwünschte invasive Art gelistet.

## Verwendung als Gartenpflanze
Leucanthemum maximum ist seit langer Zeit als Zierpflanze beliebt und ist die Stammform der gezüchteten Garten-Margeriten. Sie wird verwendet als Rabattenstaude, häufig auch in Saatgutmischungen für „Blumenwiesen“. Zu den Gartenformen gehören schwer unterscheidbare Hybridsippen wie Leucanthemum × superbum (Leucanthemum maximum × Leucanthemum lacustre). Zu den Sorten gehören 'Schwabengruß' (mit halbgefüllten Blüten), 'Suchurka' (gefüllte Blüten mit gefransten Strahlen), 'Beethoven' (mit besonders großen Blütenköpfen).
Diese Art ist eine der Wildblumen, die Luther Burbank kreuzte, um die vor allem in Nordamerika sehr beliebte Garten-Hybride zu erzeugen, die als Shasta-Margerite angeboten wird.